# Wax (Rapper)
Wax (* 20. August 1980 in Washington, D.C.; bürgerlich Michael Joseph Jones) ist ein US-amerikanischer Musiker und Rapper. Er wurde mit mehreren Videos auf YouTube bekannt. 2013 erlangte er mit seiner Single Rosana im deutschsprachigen Raum größere Popularität.

## Werdegang
Zwischen 2000 und 2005 war er Mitglied der Band MacGregor, mit welcher er zwei Alben veröffentlichte. Nachdem die Band sich trennte, veröffentlichte Wax seine erste Solo-EP Biatch!. Ab 2007 veröffentlichte er gemeinsam mit seinem Bruder Videos über einen Kanal bei YouTube. Sein erster Erfolg mit über 1 Million Views war New Crack, in welchem er freestyle über den Track Traffic Jam von Stephen Marley rappt, während er Auto fährt. Im Jahr 2010 erreichte er die Liste der Top 100 Musicians auf youtube. Im März 2011 erhielt er einen Plattenvertrag bei Def Jam Recordings, den er im August 2012 wieder löste. Seit August 2012 betreibt er einen Podcast mit wöchentlichen Folgen.
Im März 2013 erreichte seine Single Rosana die deutschen Charts. Es ist der erste Charterfolg von Wax weltweit.

## Diskografie
Alben
- 2002: Beat Camp Tactics (mit MacGregor)
- 2003: Scatterbrain (mit MacGregor)
- 2006: Grizzly Season (mit Herbal T)
- 2008: Liquid Courage (produziert von EOM)
- 2010: Clockwise (mit Dumbfoundead)
- 2013: Continue
- 2015: Livin Foul
- 2016: The Cookout Chronicles
- 2019: B.A.A.A.

Livealben
- 2013: Wax Unplugged (Live from Los Angeles)

EPs
- 2003: Biatch!

Mixtapes
- 2011: Scrublife
- 2011: Eviction Notice

Singles
- 2008: The Adventures of Larry and Tina
- 2009: Music and Liquor
- 2010: Stalkin Ya Mom
- 2010: Stay Offa My Facebook
- 2010: Pourin’ Champagne on Ya Mom
- 2011: Don’t Need
- 2011: Dispensary Girl
- 2011: Two Wheels
- 2011: Too Loud
- 2011: Coins
- 2012: Summer Breeze (mit EOM, Herbal T, Dumbfoundead und Breezy Lovejoy)
- 2012: Rosana
- 2012: Toothbrush
- 2013: We All Can’t Be Heroes
- 2013: I Shoulda Tried Harder
- 2013: She Used to Be Mine
- 2013: Feels Good
- 2015: Dreamin’
- 2015: This One’s On Me
- 2015: Hypnotic
- 2015: The Meanest
- 2019: Better When You're High (feat. Krysta Youngs)